# Distrito electoral de Box Elder (condado de Red Willow, Nebraska)
Box Elder (en inglés: Box Elder Precinct) es un distrito electoral ubicado en el condado de Red Willow en el estado estadounidense de Nebraska. En el Censo de 2010 tenía una población de 80 habitantes y una densidad poblacional de 0,88 personas por km².

## Geografía
Box Elder se encuentra ubicado en las coordenadas 40°18′28″N 100°35′30″O / 40.30778, -100.59167. Según la Oficina del Censo de los Estados Unidos, Box Elder tiene una superficie total de 91.16 km², que corresponden a tierra firme.

## Demografía
Según el censo de 2010, había 80 personas residiendo en Box Elder. La densidad de población era de 0,88 hab./km². De los 80 habitantes, Box Elder estaba compuesto por el 98.75% blancos y el 1.25% eran de otras razas. Del total de la población el 7.5% eran hispanos o latinos de cualquier raza.